# Трошева Юлія Іванівна
Юлія Іванівна Трошева (нар. 24 листопада (7) грудня 1916, село Помоздіно, Вологодська губернія — пом. 12 лютого 1988, Сиктивкар) — комі радянська театральна актриса, народна артистка РРФСР.

## Біографія
Юлія Іванівна Трошева (Оботурова) народилася 24 листопада (7) грудня 1916 року в селі Помоздіно Усть-Сисольського повіту Вологодської губернії (зараз Усть-Куломський район Республіки Комі).
У 1936 році проявила свій талант на огляді художньої самодіяльності в Сиктивкарі і була запрошена до створеного драматичного театру Комі АРСР.
В 1939—1942 роках навчалася в студії ГІТІСу.
З 1942 року грала в Театрі драми Комі АРСР, де стала провідною актрисою. Після виконання ролі Ольги у виставі «Весілля з приданим» за п'єсою М. Дьяконова стала однією з найулюбленіших актрис в республіці.
Член ВКП(б) з 1943 року. Депутат Верховної Ради Комі АРСР 2-го скликання.
Померла 12 лютого 1988 року в Сиктивкарі.

## Нагороди та премії
- Заслужена артистка Комі АРСР (1945).
- Народна артистка Комі АРСР (1951).
- Заслужена артистка РРФСР (17.08.1961).
- Народна артистка РРФСР (24.03.1982).
- Премія В. Савіна (1974)[2].
- Державна премія Комі АРСР.

## Роботи в театрі
- «Одруження» М. Гоголя — Дуняша, Агафія Тихонівна
- «Весілля з приданим» М. Дьяконова — Ольга
- «Сільські вечори» В. Леканова — тітка Дарина
- «Земля» Н. Вірти — Наташа
- «Домна Калікова» М. Дьяконова — Ольга Блудова
- «Йшов солдат з фронту» В. Катаєва — Фроська
- «На дні» М. Горького — Василина
- «Останні» М. Горького — Софія
- «Єгор Буличов» М. Горького — Варвара
- «Продовження» О. Я. Бруштейн — Фридль
- «Гроза» О. Островського — Катерина
- «Молода гвардія» за О. Фадєєвим — Уляна Громова
- «Украдене щастя» І. Франка — Ганна
- «Отелло» В. Шекспіра — Емілія
- «Кам'яне гніздо» Х. Вуолійокі — господиня Ніскавуорі
- «Третя патетична» М. Погодіна — Ганна Іллівна Ульянова
- «Сім'я» В. Попова — Кашкадамова
- «Слава» В. Гусєва — Наташа
- «Кам'яний гість» О. Пушкіна — Лаура
- «Гірка доля» Писемського — Лізавета
- «Бувають же такі» Г. Юшкова — Павла
- «Свято душі» П. Шахова — Ганна
- «Побачення у черемхи» А. Ларьова — Катерина
- «Зарни кыв» В. Юхніна — Ганна
- «В дні війни» С. Єрмоліна і М. Дьяконова — Лютоєва
- «Ключі багатства» СВ Юхнина — Аннушка
- «У передгір'ях Тімана» Г. Федорова — Люба

## Пам'ять
- Меморіальна дошка на будинку № 227 по вулиці Карла Маркса в Сиктивкарі. Встановлена у 1990 році.[3]